# Флакинг
Флакинг (енгл. flacking) је вид уличне уметности који је осмислио и први пут представио јавности анонимни француски уметник Емемем. Представља вид прављења мозаика на улици кроз попуњавање рупа на плочницима, зидовима и коловозима уз помоћ комадића керамике и плочица. Први пут овакви мозаици појавили су се у Лиону 2011. године, а након тога до 2016. године и по осталим већим француским градовима. Од 2021. године мозаици су се направљени и по градовима Европе (Барселона, Мадрид, Осло, Торино, Ђенова), али и других континената (Мелбурн, Аустралија).
Појам „флакинг” води порекло од француске речи фр. flaque која значи „бара”, „локва”. Током 2024. године у Београду (Србија), појавили су се први мозаици у центру града које је направио уметник Емемем.

## Галерија
- Флакинг у Београду
- Флакинг у Београду
- Флакинг у Београду
- Флакинг у Београду
- Флакинг у Београду